# オリジナルキャスト
オリジナルキャストとは、複数回に亘って舞台化された演劇作品や、複数回に亘って映像化された映画やテレビ映画作品などが初めて舞台化・映像化された時に、その作中で主要な役を演じていた俳優のことを指す。
複数国で上演された演劇作品の場合は、都市別にオリジナルキャストと呼ばれる場合がある。